# Pod żaglami Zawiszy
Pod żaglami Zawiszy – popularna polska piosenka żeglarska, której słowa chwalą uroki pływania na flagowym jachcie Związku Harcerstwa Polskiego „Zawiszy Czarnym”; w wersji oryginalnej, autorstwa Marii Bukarówny, dotyczyły rejsów na pierwszym polskim jachcie z załogą żeńską – „Grażyna”. 

## Historia powstania
W 1935 roku wypłynął w jeden z pierwszych bałtyckich rejsów jacht harcerek „Grażyna”, którego załogę stanowiło 12 dziewcząt pod dowództwem Jadwigi Skąpskiej-Truscoe. W czasie podróży przeżyły one niebezpieczną przygodę, kiedy to wystąpiły problemy z zarefowaniem grota w obliczu nadciągającego szkwału (segarsy przykleiły się do świeżo pomalowanego masztu). Gdy wszystko skończyło się dobrze bosmanka rejsu – Maria Bukarówna – ułożyła słowa piosenki Pod żaglami Grażyny do popularnej rosyjskiej melodii. W krótkim czasie utwór został podchwycony przez męską załogę flagowego jachtu harcerskiego „Zawiszy Czarnego”. Zawiszacy „żagle Grażyny” zamienili na „żagle Zawiszy”, wprowadzili kilka innych drobnych zmian i dodali jedną zwrotkę. Piosenka w tej formie stała się powszechnie znana i przetrwała do dziś.